# Scaligeria ferganensis
Scaligeria ferganensis är en flockblommig växtart som beskrevs av Vladimir Ippolitovich Lipsky. Scaligeria ferganensis ingår i släktet Scaligeria och familjen flockblommiga växter. Inga underarter finns listade i Catalogue of Life.